# 트레이닝복

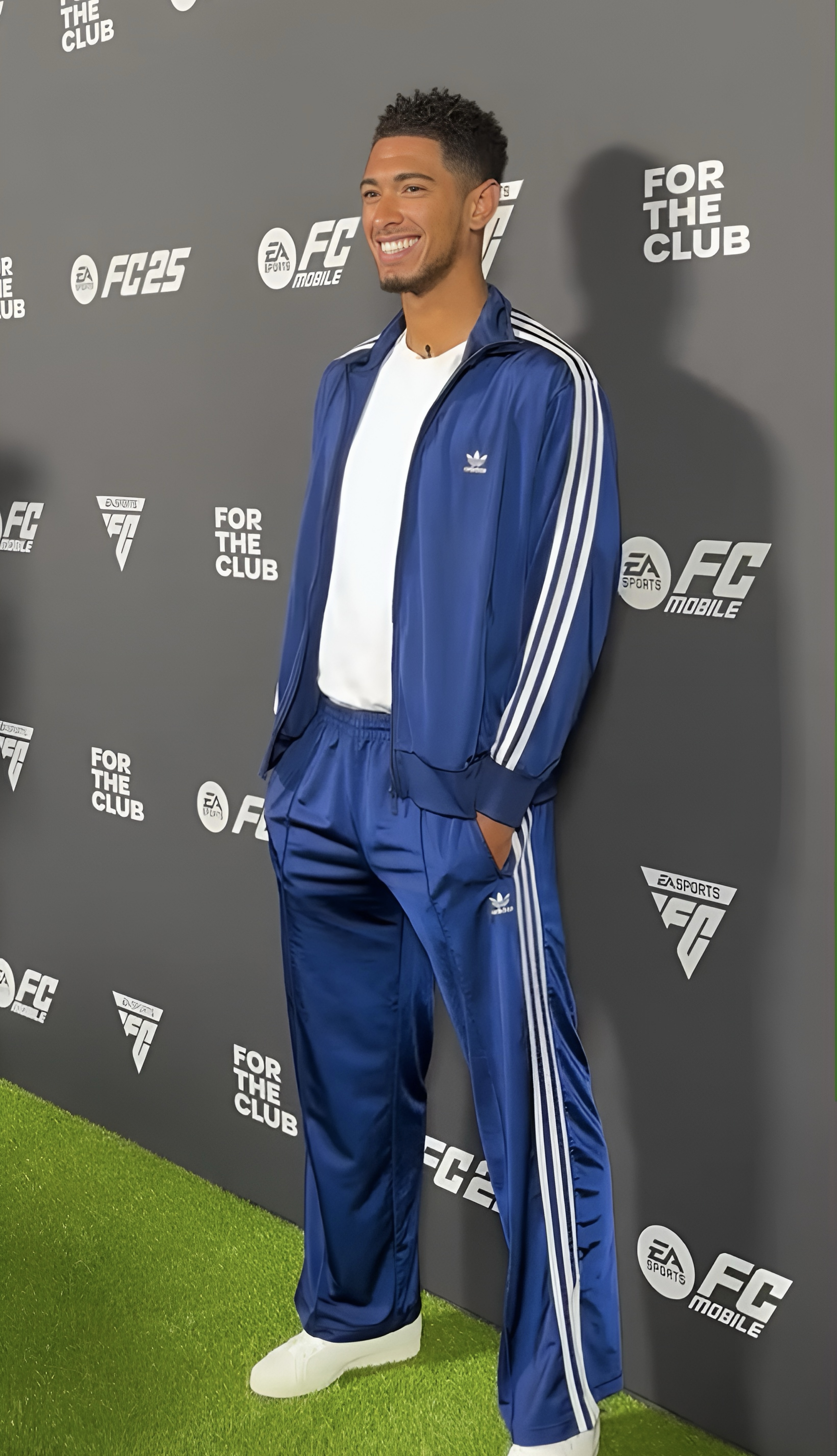
트랙 수트를 입은 영국 축구 선수 주드 벨링햄

트레이닝복 또는 츄리닝은 스포츠를 할 때 입는 운동복의 일종이다.

## 명칭
대한민국에서는 트레이닝복을 츄리닝이라는 명칭으로 알려져 있는데, 일본어의 트레이닝(トレーニング 토레닌구[*])에서 왔다는 설 등 이에 대해 여러 설이 있다. 영어 표현으로는 트랙슈트(Tracksuit)라는 표현이 있지만, 엄밀히는 표현이 다르다.

## 개요
트레이닝복은 스포츠에서도 경기가 아닌 연습시에 착용되는 의복으로, 기온 등의 온도 변화와 태양으로부터 신체를 보호하는 기능이있다. 특히 가볍고 유연한 소재로 머리가 아닌 몸 전체를 덮는 것으로, 운동을 방해하지 않도록 배려되어있다.
이들은 훈련시 착용하거나 경기에서 순서를 기다리고 있는 동안 등에 착용하지만, 주된 목적은 신체를 온도 변화로부터 보호하기 위함이다. 착용한 채 준비운동 등을 하고, 이로 인해 선수들이 체력을 보존한 채 경기에 임할 수 있도록 하는 경우에도 이용된다.
스포츠는 땀과 먼지 등으로 착의가 더러워지는 경우가 많지만, 트레이닝복의 대부분은 화학 섬유로 되어 있고, 위생을 유지하기 쉽도록 되어 있다.